# Pokémon : Le Maître des mirages
Pokémon : Le Maître des mirages est un épisode spécial de Pokémon, la série, réalisé en 2006 à l'occasion des dix ans de la franchise Pokémon. D'abord diffusé aux États-Unis le 29 avril 2006 sur la chaîne Kids' WB sous le titre Pokémon: The Mastermind of Mirage Pokémon, il n'est disponible au japon qu'à partir du 31 octobre 2006, exclusivement en téléchargement, sous le titre Les terrifiants Pokémon mirage (戦慄のミラージュポケモン, Senritsu no Mirāju Pokemon).

## Synopsis
Cet épisode prend place au cours du second cycle de la série télévisée, alors que Sacha est accompagné par Pierre, Max et Flora.
Ceux-ci sont invités par un certain docteur Young, qui veut leur présenter son invention. Ils retrouvent sur place Ondine et le professeur Chen, qui ont également été conviés. Le professeur Young leur présente alors le dispositif mirage, qui permet de faire apparaître de toutes pièces des Pokémon extrêmement puissants, qui peuvent se déplacer et combattre dans toute la zone couverte par le dispositif. 
Il propose à Sacha et Ondine de se confronter à ces Pokémon-mirage. Alors que le combat va commencer, Pikachu aperçoit un Pokémon qui se cache, qui n'est autre que Mew. Le Pokémon-mirage du docteur Young vainc sans difficultés le Stari d'Ondine, prouvant la supériorité des Pokémon-mirage. Un personnage au visage masqué, qui se fait appeler le Maître Mirage, apparaît alors, prend le contrôle du dispositif mirage et enlève le docteur Young et le professeur Chen tandis que les autres héros prennent la fuite, poursuivis par les Pokémon-mirage.
Le Maître Mirage explique au professeur Chen qu'il veut le mot de passe d'accès aux données de son laboratoire pour les utiliser, avec l'invention du docteur Young, pour créer le Pokémon ultime. Mew intervient pour aider Chen mais il est vaincu par le Maître Mirage. Pendant ce temps, Sacha décide de retourner sur place avec Ondine pour sauver le professeur Chen. Alors qu'ils pénètrent dans la zone couverte par le dispositif mirage, ils rencontrent les sbires Team Rocket, qui cherchent à voler l'invention. Des Pokémon-mirage apparaissent alors pour intercepter les intrus : ils expulsent la Team Rocket, capturent Pikachu et laissent Ondine et Sacha pour morts.
Sacha est réveillé par Mew, qui lui révèle qu'il est lui-même un Pokémon-mirage. Ondine est quant à elle sauvée par Flora, qui a décidé de leur venir en aide. Ils se retrouvent dans le laboratoire du docteur Young où le Maître Mirage a réussi à obliger le professeur Chen à lui révéler son mot de passe en torturant Pikachu. Il entreprend alors de créer un Pokémon-mirage invincible : un Mewtwo qui maîtrise toutes les attaques possibles. Celui-ci détruit tous les autres Pokémon-mirage en une seule attaque et défait facilement le Dracolosse du Professeur Chen.
Le Maître Mirage étend alors le dispositif mirage partout sur le monde, permettant aux Pokémon-mirage de se déplacer sans limites. Il rattrape les héros qui s'enfuyaient et le professeur Chen l'identifie alors comme étant le docteur Young. Alors que le Mewtwo-mirage écrase les Pokémon des héros, Mew s'interpose et est détruit. Il réapparait au moment où Mewtwo est sur le point d'achever Pikachu et l'immobilise. Pikachu en profite alors pour lui porter sa plus puissante attaque et parvient à détruire le Pokémon-mirage. Mew disparaît alors à son tour, pendant que le dispositif mirage se détruit. Refusant d'admettre sa défaite, le docteur Young rentre dans son laboratoire, qui s'écroule sur lui.